# Storczyk męski

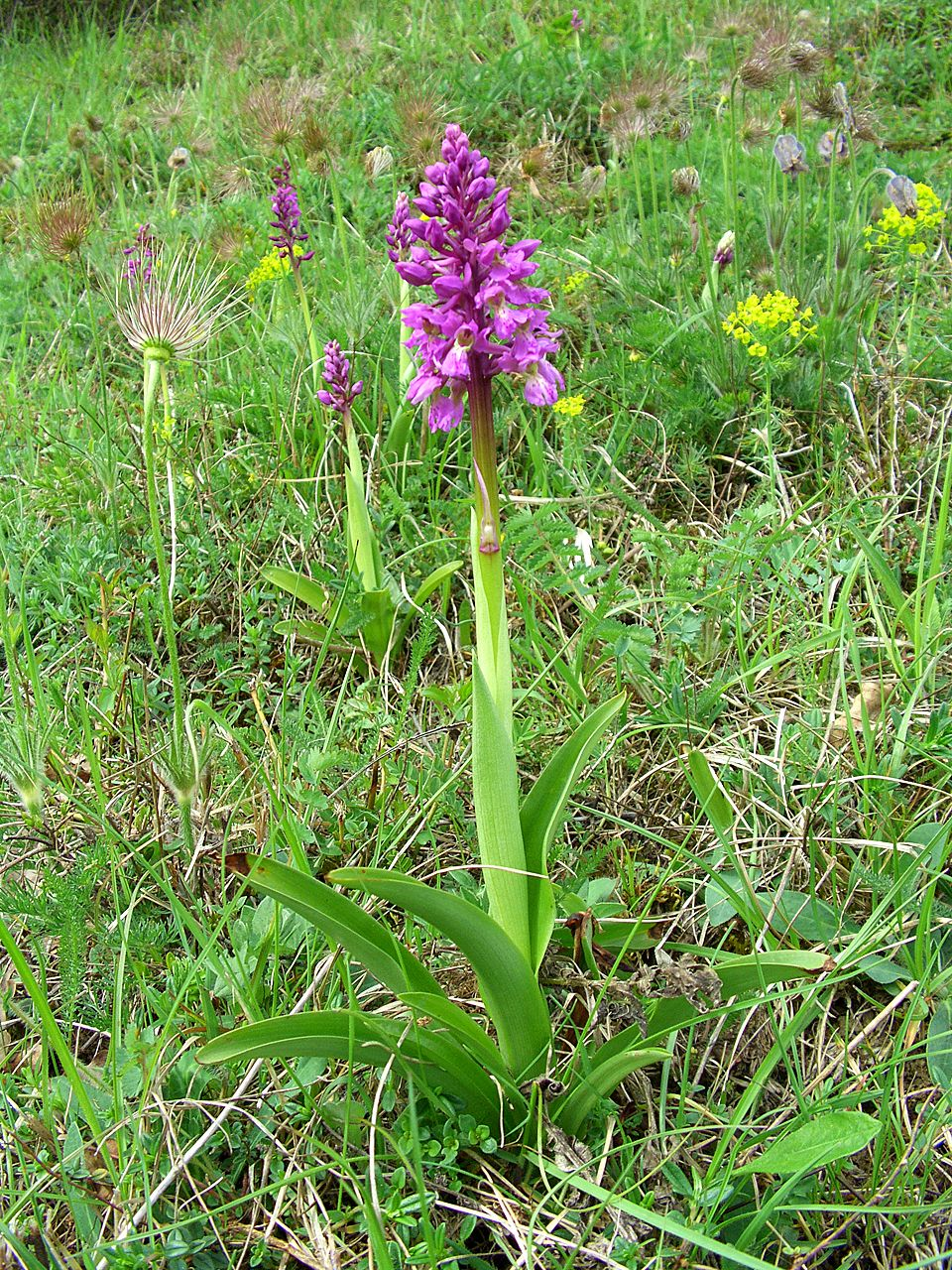
Storczyk męski – pokrój rośliny

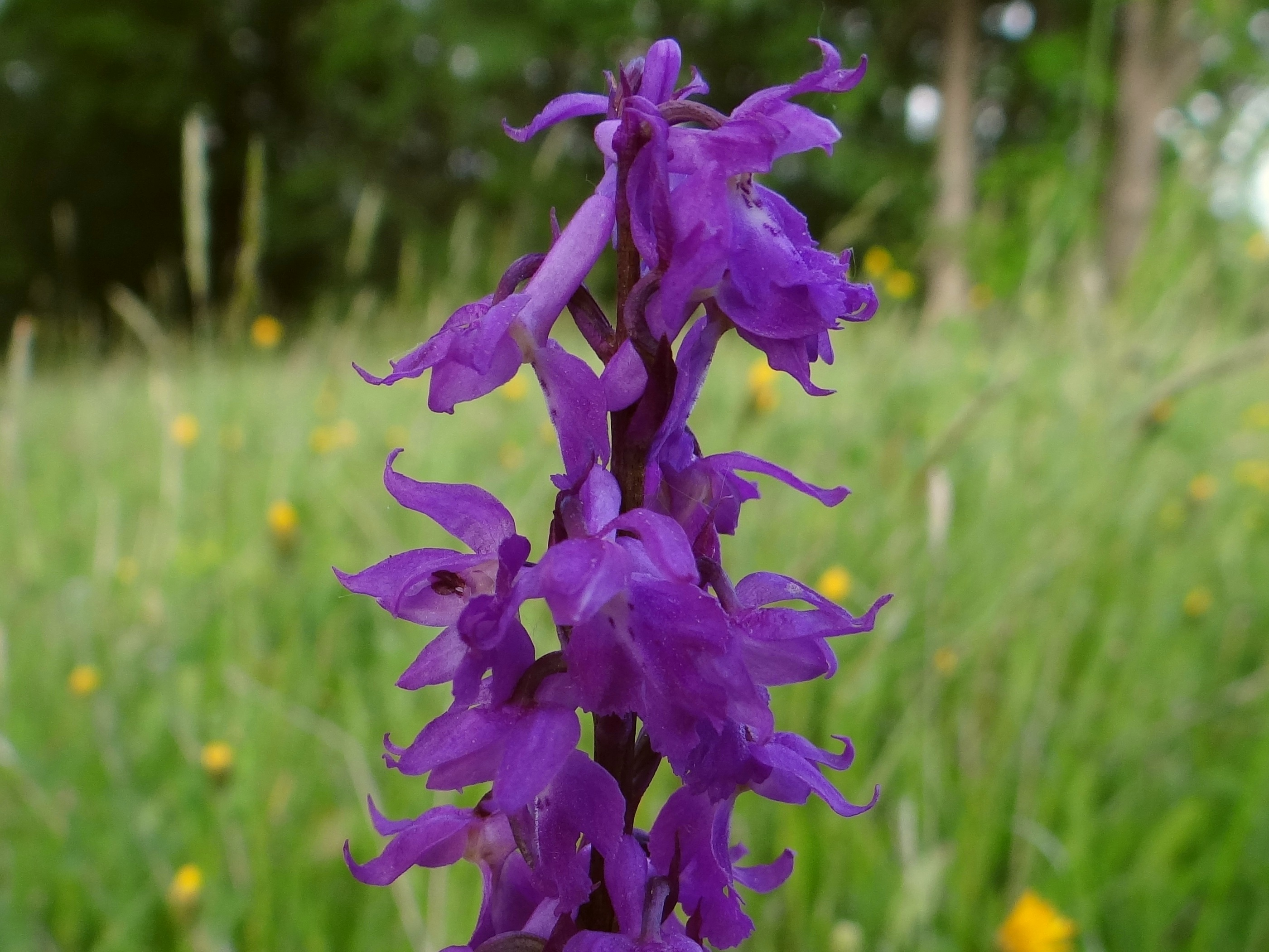
Kwiaty

Storczyk męski (Orchis mascula L.) – gatunek byliny należący do rodziny storczykowatych (Orchidaceae).

## Rozmieszczenie geograficzne
Występuje na przeważającej części Europy bez jej krańców północnych i północno-wschodnich, poza tym w północno-zachodniej Afryce, w Azji Mniejszej i regionie Kaukazu sięgając na wschodzie do Iranu. Jego pionowy zasięg wynosi 2700 m n.p.m.
W Polsce występuje głównie w południowej części, zwłaszcza w górach po regiel górny. Do obszarów o największym zagęszczeniu stanowisk należą:
- Tatry (m.in. na Kopieńcu, Nosalu, w Dolinie Strążyskiej, Dolinie Jaworzynki),
- Pieniny,
- Gorce,
- Ponidzie (m.in. w rezerwatach: Opalonki, Sterczów-Ścianka, Biała Góra i obszarze Natura 2000 Kalina-Lisiniec),
- Góry Złote (m.in. użytek ekologiczny Hałda Storczykowa),
- Góry i Pogórze Orlickie,
- Góry Stołowe[7]

Na niżu spotykany jest rzadko w północnej części.
Duża liczba stanowisk znajduje się w chronionych obszarach parków narodowych, m.in. w Gór Stołowych, Drawieńskim, Ojcowskim, Bieszczadzkim, Pienińskim, Tatrzańskim.

## Morfologia
ŁodygaSmukła, bladozielona, często na górze fioletowo nabiegła, a u nasady lekko plamista i czasami pusta. Rośnie do wysokości od 20 do 60 cm.
LiścieDolne podłużnie lancetowate od 3 do 5 sztuk o długości 5–25 cm i szerokości 0,5–3,5 cm. Szarozielone, a niekiedy purpurowoczerwono nakrapiane. Ostre lub tępe na końcu. Górne liście obejmują łodygę. Przysadka o długości do 2 cm, zalążnia do 1,5 cm.
KwiatyZebrane w kwiatostan stożkowaty o wysokości do 20 cm, liczący od 10-45 kwiatów, gęsty w górze, kłos dołem zwykle luźny. Kwiaty średniej wielkości. Działki okwiatu różowe do ciemnofioletowych, zaostrzone, trzy większe wyprostowane lub odgięte, dwa wewnętrzne mniejsze, nachylone ku sobie. Łatki są wyraźnie stępione i tylko nieznacznie karbowane. Ostroga osiąga do 1,5 cm, długa jak zalążnia, górny zewnętrzny płatek 0,7–1,3 cm, boczne zewnętrzne płatki 0,8–1,4 cm, a boczny wewnętrzny płatek 0,5–1 cm. Warżka do 1,5 cm długości, fioletowoczerwona do różowej, jaśniejsza u podstawy z ciemnofioletowymi plamkami. Prętosłup krótki i spiczasty. Pręciki jajowate do 2,5 mm długości, fioletowe lub zielone. Dwie ciemnozielone (lub żółte w kwiatach białych) pyłkowiny. Kwitnie od kwietnia do lipca. Bardzo rzadko spotykane są osobniki o białych (albinotycznych) kwiatach.
OwoceTorebka nasienna do 2 cm długości. Liczne i drobne nasiona do 0,4 mm długości i 0,2 mm szerokości. Łupina nasienna przezroczysta.
Organy podziemneBulwy elipsoidalne do 3,5 cm długości umiejscowiona 3–10 cm pod powierzchnią gleby. Korzenie nieliczne i raczej niewielkie.

## Biologia i ekologia
RozwójBylina, geofit. Kwitnie w maju i na początku czerwca. Kwiaty zapylane głównie przez pszczoły, trzmiele, ale występuje także samozapylenie. Rozmnaża się głównie przez nasiona.
SiedliskoRośnie głównie na łąkach, w murawach kserotermicznych, rzadziej w świetlistych zaroślach i lasach liściastych. Preferuje tereny otwarte, dobrze oświetlone lub co najwyżej nieco tylko zacienione.
GenetykaLiczba chromosomów 2n = 42.

## Zagrożenia i ochrona
W Polsce gatunek podlega ścisłej ochronie gatunkowej. W opracowaniu Czerwona lista roślin i grzybów Polski (2006) jest umieszczony w grupie gatunków narażonych na wyginięcie (kategoria zagrożenia V). W wydaniu z 2016 roku podgatunek typowy otrzymał kategorię CR (krytycznie zagrożony), natomiast podgatunek ssp. signifera (storczyk męski nakrapiany) – NT (bliski zagrożenia).
Głównym zagrożeniem dla storczyka męskiego jest zaorywanie, melioracja i zalesianie łąk, na których występuje, a także zaprzestanie użytkowania łąk prowadzące do ich zarastania drzewami i krzewami.

## Nazewnictwo
Dawne nazwy: storczyk samcowy (Jan Krzysztof Kluk w Dykcyonarzu Roślinnym), storczyk samczy (Józef Jundziłł), storczyk tępoliściowy – (Jakób Waga, we Florze Polski Jawnokwiatowych rodzajów).

## Zastosowanie
Na wschodzie (w krajach arabskich) panuje przeświadczenie, że bulwy korzeniowe mają właściwości wzmagające popęd płciowy, co wiązane jest z ich kształtem przypominającym jądra samcze. Zbierane są tam bulwy, z których wytwarzany jest tzw. salep (w języku perskim – lisie jądra).